# 古罗马服饰

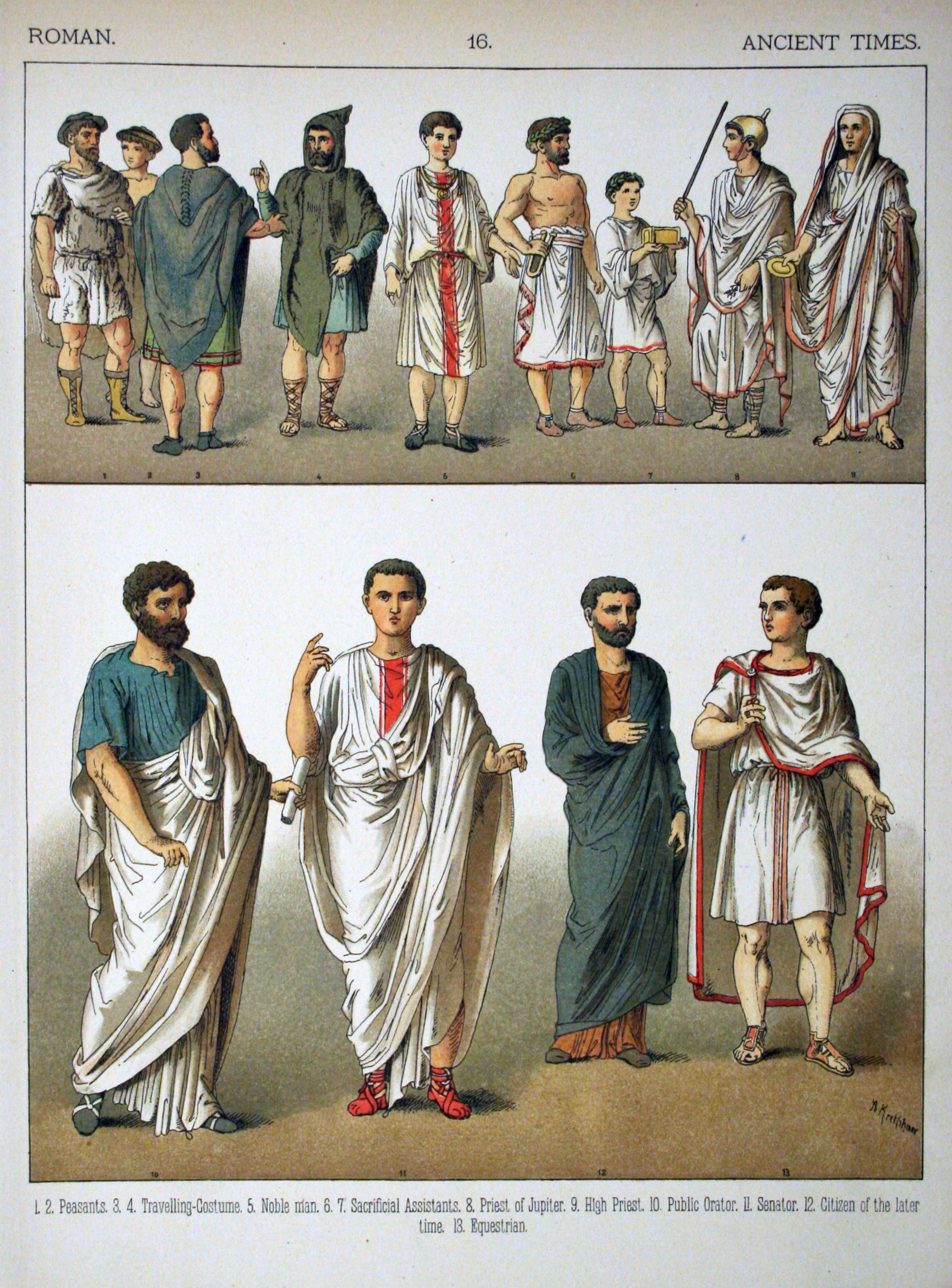
一些古罗马服饰

古罗马服饰受到古希腊和伊特鲁里亚文化影响。服装通常包括男子和男孩的短袖或无袖、过膝的短褂（Tunica），以及妇女和女孩的较长、通常有袖的外衣（Stola）。在正式场合，成年男性公民可以穿着羊毛托加（Toga），披在外衣上，而已婚妇女则穿着帕拉（Palla），披在斯托拉（Stola）上，斯托拉是一种简单的、长袖的、丰满的服装，可以适度地垂到脚上。服装、鞋类和装饰品表明了性别、地位、等级和社会阶层。这一点在行政官、牧师和军队的独特的特权官方服装中尤其明显。
托加长袍可能来自伊特鲁利亚。被认为是罗马公民的礼服。但在日常活动中，大多数罗马人喜欢更休闲、实用和舒适的服装；各种形式的外衣是所有阶层、男女和大多数职业的基本服装。它通常由亚麻布制成，并在必要时增加内衣或各种寒冷或潮湿天气的服装，如男子的过膝马裤，以及斗篷、外套和帽子。在帝国的寒冷地区，人们会穿全长的裤子。大多数城市的罗马人穿着各种类型的鞋子、拖鞋、靴子或凉鞋；在农村，有些人穿着木屐。
大多数服装的结构和基本形式都很简单，其生产需要最少的裁剪和裁缝，但所有服装都是手工制作的，每道工序都需要技巧、知识和时间。纺纱和织布被认为是罗马各阶层妇女的美德和节俭的职业。富有的女主人，包括奥古斯都的妻子莉维娅，可能会通过生产自家的衣服来显示其传统的价值观，但大多数有能力的男人和女人都从专业工匠那里购买衣服。服装的生产和贸易以及原材料的供应对罗马经济做出了重要贡献。相对于整体的基本生活费用，即使是简单的衣服也很昂贵，并在社会等级中被多次循环使用。
罗马的管理精英们制定了一些法律，旨在限制个人财富和奢侈品的公开展示。这些法律都不太成功，因为这些富有的精英们对豪华和时尚的服装很感兴趣。异国情调的面料是可以买到的，但要付出代价；丝绸大马士革、半透明的纱布、金布和复杂的刺绣；以及鲜艳、昂贵的染料，如藏红花黄或提利亚紫色。然而，并不是所有的染料都很昂贵，大多数罗马人都穿着五颜六色的衣服。干净、明亮的衣服是所有社会阶层中受尊重和地位的标志。用于固定斗篷等服装的扣件和胸针为个人装饰和展示提供了进一步的机会。